# Wiper
Pour le groupe de rock américain, voir Wipers.
Un « wiper » est un type de malware dont l'objectif est d'effacer (« to wipe » en anglais) les données du disque dur de l'ordinateur infecté.

## Exemples
Un malware de ce type est supposé avoir été utilisé contre des compagnies pétrolières Iraniennes.
Le malware Shamoon (Shamoon (en)) contient un mécanisme d'effacement du disque dur, il a été utilisé en 2012 et en 2016 dans des attaques visant des sociétés énergétique Saoudiennes.
Un « wiper » a été utilisé dans une cyberattaque attribuée au groupe Lazarus contre la Corée du Sud en 2013 et contre Sony Picture en 2014.
En 2017, un grand nombre d'ordinateurs dans plusieurs pays (et surtout en Ukraine) ont été infectés par le logiciel malveillant NotPetya, apparaissant sous forme de rançongiciel mais qui est de type « wiper »,.

## Note
- (en) Cet article est partiellement ou en totalité issu de l’article de Wikipédia en anglais intitulé « Wiper (malware) » (voir la liste des auteurs).